# Tobias Hundt

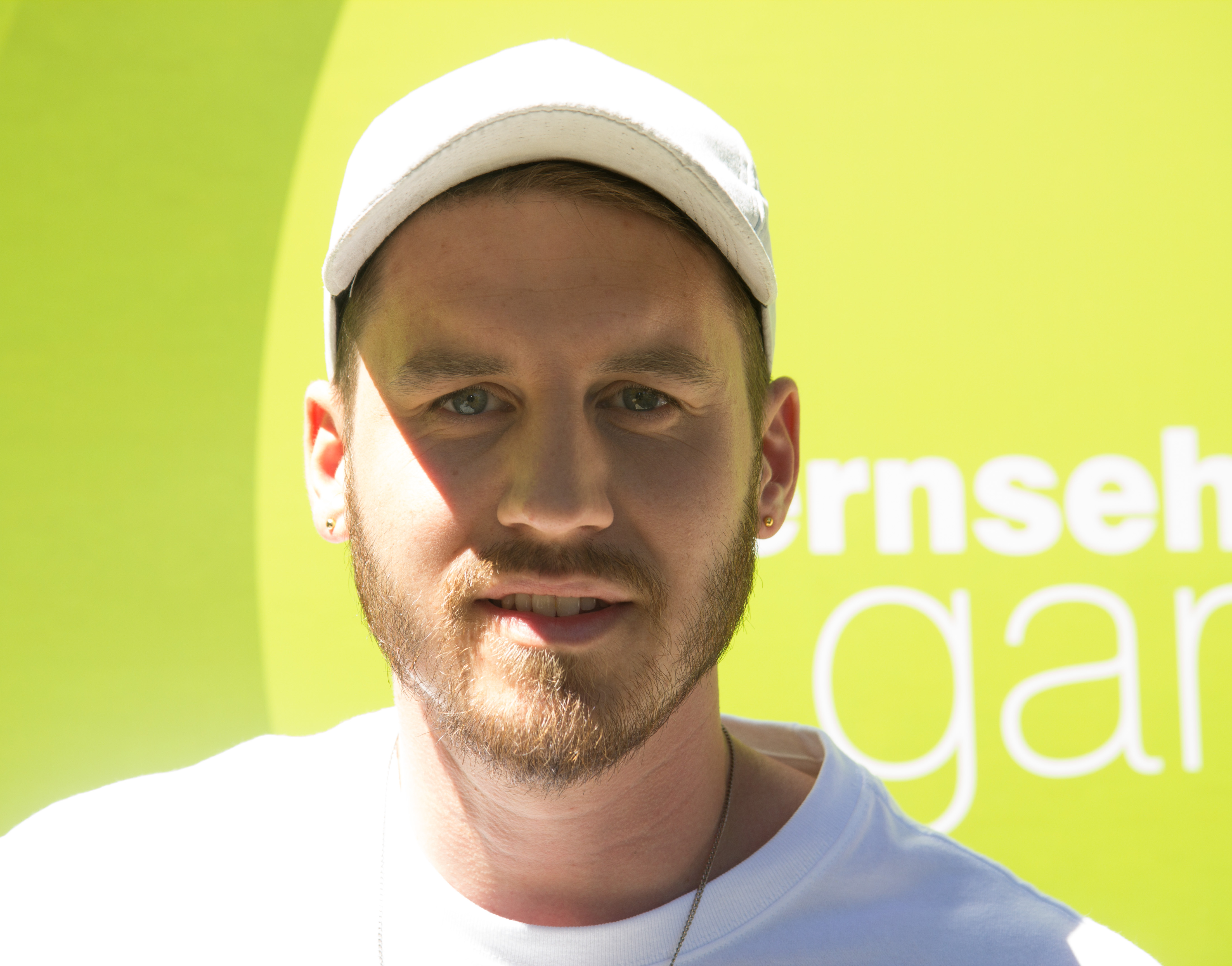
Tobias Hundt, 2018

Tobias Hundt (* 19. Juli 1987) ist ein deutscher evangelikaler Musiker. Seine Texte sind oft eine Mischung aus Popsongs und Popversionen von Lobpreisliedern.
Hundt spielte lange Jahre beim Handball-Zweitligisten TV Hüttenberg. 2008 gab er seine Handballkarriere auf und ging an eine Pop-Musikschule in der Schweiz. Zum Abschluss dieses Jahres dort produzierte er seine erste EP TREE (2008). Sein zweites Album Am Leben (2012) folgte, nachdem er bei Gerth Medien unter Vertrag genommen worden war. Das Album gewann den David Award des Projekts für missionarische Konzertarbeit für evangelikale Popmusik.
Im Jahr 2013 spielte Tobias Hundt mit seiner gleichnamigen Band insgesamt 35 Konzerte und veröffentlichte gemeinsam mit Samuel Harfst und Johannes Falk die Single Mehr als genug.
Ende 2015 löste sich die Band auf, nachdem im Laufe eines Jahres zwei Mitglieder der Band ausgestiegen waren. Hundt und die verbleibenden beiden Mitglieder starteten neu unter dem Namen Lupid. Ihre Musik ist seitdem stärker elektronisch geprägt. Sie standen bei Universal Music unter Vertrag.